# Schmiedgasse 6 (Bad Camberg)

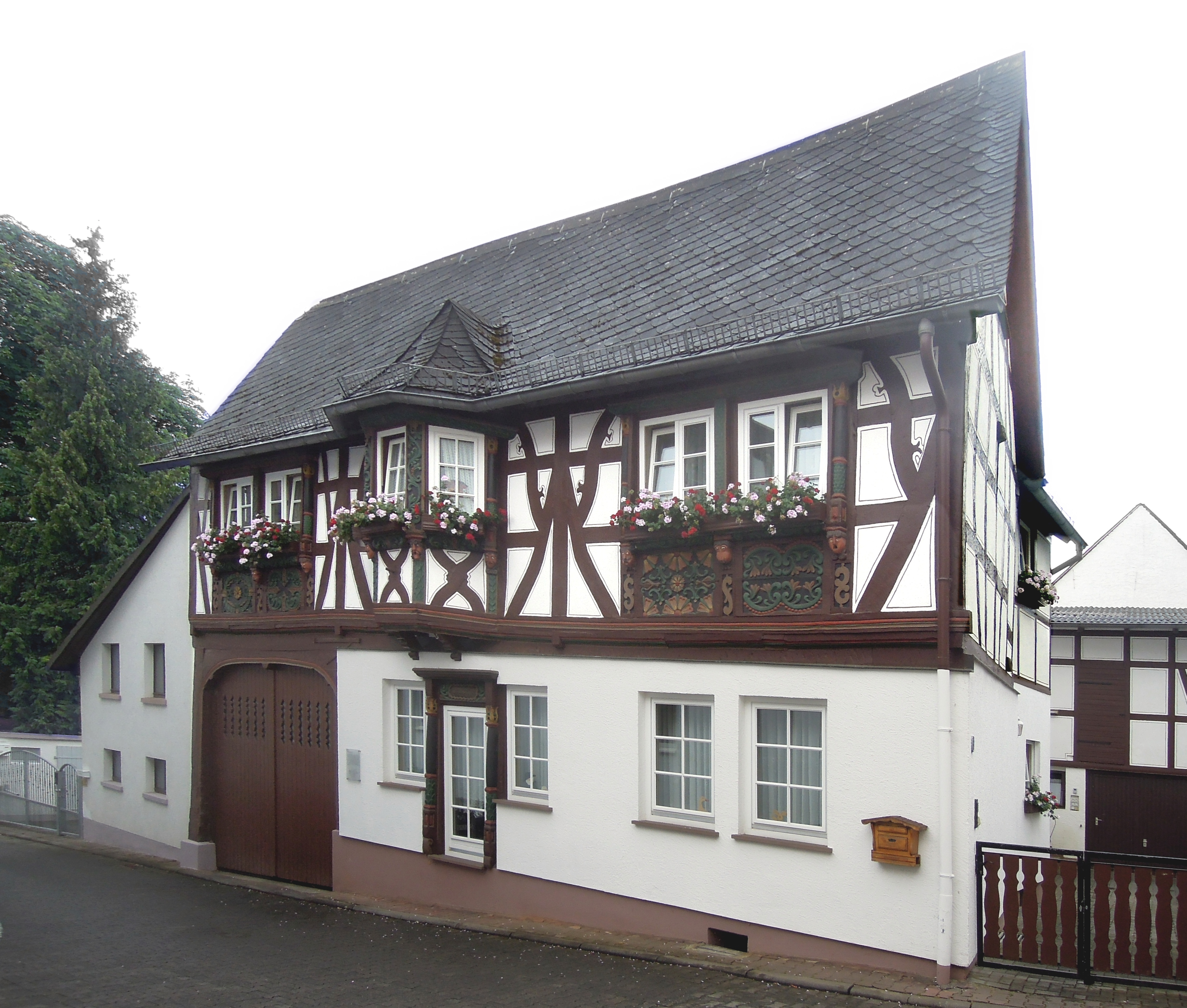
Gebäude Schmiedgasse 6 in Bad Camberg

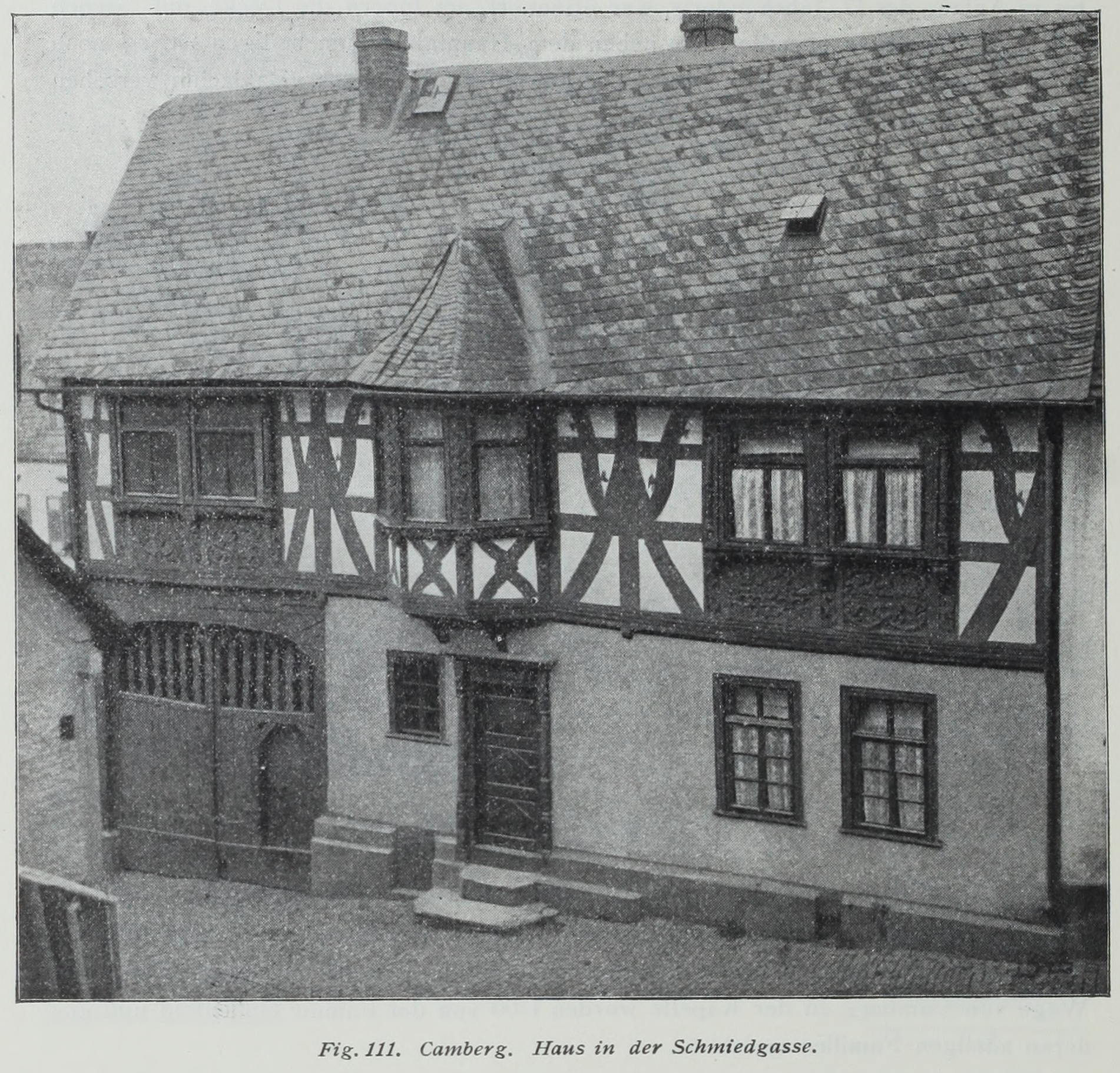
Foto aus: Die Bau- und Kunstdenkmäler des Lahngebiets (1907)

Das Gebäude Schmiedgasse 6 in Bad Camberg, einer Stadt im Süden des mittelhessischen Landkreises Limburg-Weilburg, wurde 1704 errichtet. Das Wohnhaus ist ein geschütztes Kulturdenkmal.
Das dreizonige Fachwerkhaus mit Toreinfahrt hat einen mittleren dreiseitigen Erker und zwei seitliche fränkische Erker. Über dem Eingang ist eine Inschrift und die Jahreszahl 1704 angebracht. Die reichen Schnitzarbeiten an Rahmen und Brüstungen zeigen eine Reihung von Kopfmasken und ein Ornamentwerk aus pflanzlichen und Muschelmotiven. 
Bauaufnahmen aus den Jahren 1912 und 1927 belegen die seitherigen Änderungen: Die Erdgeschossgliederung ging weitgehend verloren, der Eingang wurde versetzt und der Erker hat seinen Spitzhelm nicht mehr.
Rechts vom Bau stand die kleine, 1938 zerstörte Synagoge.